# Marie-Thérèse Dancourt
Marie-Thérèse Dancourt, artistnamn Mademoiselle Dancourt, född 1663, död 1725, var en fransk skådespelare.
Hon var engagerad vid Comédie-Française mellan 1685 och 1720. 
Hon är främst känd för sina roller som romantiska hjältinnor, ett rollfack hon fortsatte att spela till slutet av sin karriär. 